# Tênis nos Jogos Pan-Americanos de 1955
As competições de tênis nos Jogos Pan-Americanos de 1955 foram realizadas na Cidade do México, México. Foi a segunda edição do esporte no evento, que foi disputado para ambos os sexos.

## Medalhistas
Masculino
| Evento           | Ouro                                    | Prata                                     | Bronze                                         |
| ---------------- | --------------------------------------- | ----------------------------------------- | ---------------------------------------------- |
| Simples detalhes | Arthur Larsen USA Estados Unidos        | Enrique Morea ARG Argentina               | Luis Ayala CHI Chile                           |
| Duplas detalhes  | Mario Llamas Gustavo Palafox MEX México | Enrique Morea Alejo Russell ARG Argentina | Arthur Larsen Edward Moylan USA Estados Unidos |

Feminino
| Evento           | Ouro                                | Prata                                       | Bronze                                       |
| ---------------- | ----------------------------------- | ------------------------------------------- | -------------------------------------------- |
| Simples detalhes | Rosa María Reyes MEX México         | Yolanda Ramírez MEX México                  | Ingrid Metzner BRA Brasil                    |
| Duplas detalhes  | Yola Ramírez Rosie Reyes MEX México | Edda Buding Graciela Lombardi ARG Argentina | Maria Esther Bueno Ingrid Metzner BRA Brasil |

Misto
| Evento          | Ouro                                       | Prata                                      | Bronze                                          |
| --------------- | ------------------------------------------ | ------------------------------------------ | ----------------------------------------------- |
| Duplas detalhes | Yolanda Ramírez Gustavo Palafox MEX México | Felisa Piedrol Enrique Morea ARG Argentina | Mary Terán de Weiss Alejo Russell ARG Argentina |

## Quadro de medalhas
| Ordem | País               | Medalha de ouro | Medalha de prata | Medalha de bronze |    |
| ----- | ------------------ | --------------- | ---------------- | ----------------- | -- |
| 1     | MEX México         | 4               | 1                |                   | 5  |
| 2     | USA Estados Unidos | 1               |                  | 1                 | 2  |
| 3     | ARG Argentina      |                 | 4                | 1                 | 5  |
| 4     | BRA Brasil         |                 |                  | 2                 | 2  |
| 5     | CHI Chile          |                 |                  | 1                 | 1  |
| TOTAL | TOTAL              | 5               | 5                | 5                 | 15 |

## Ligação externa
- Jogos Pan-Americanos de 1955